# Про що не дізнаються трибуни
«Про що не дізнаються трибуни» («О чём не узнают трибуны») — радянський художній фільм у трьох новелах 1975 року, знятий режисером Яковом Базеляном на Кіностудії ім. М. Горького.

## Сюжет
За мотивами оповідань Юрія Трифонова. Фільм складається з 3-х новел про спортивне життя — «Альошкіно знайомство», «Телеграма» і «Перемога присуджується…».

## У ролях
- Дмитро Прошлєцов — Альоша Соколов
- Віктор Бунаков — Едуард Дуганов
- Іван Краско — Василь Малахов, тренер
- Юрій Саранцев — Семен Іванович Свірін
- Віктор Смирнов — Михайло Бурицький
- Юрій Дуванов — Борис Малейнов, юний талановитий боксер
- Юрій Катін-Ярцев — Микола Миколайович, старий учитель
- Лев Любецький — Михайло Давидович, тренер
- Ніна Зоткіна — Майя
- Тамара Яренко — мама Майї
- Тетяна Куліш — вчителька
- Володимир Піцек — обізнаний уболівальник
- Микола Горлов — хокейний уболівальник
- Леонід Елінсон — хокейний уболівальник
- Андрій Кузнецов — роль другого плану
- Юра Голузін — роль другого плану
- Вітя Чеботников — роль другого плану
- Ігор Пушкарьов — Порфирій
- Борис Чунаєв — Георгій Іванович
- Володимир Бурлаков — сусід Малахова
- Володимир Рудий — тренер «Алмазу»
- Володимир Приходько — вболівальник з Бєлогорська
- Юрій Потьомкін — Аркадій
- Лілія Захарова — Зіна
- Надія Самсонова — вчителька математики
- Ольга Григор'єва — знайома Бориса
- В. Боков — епізод
- Валерій Бондаренко — епізод
- Марія Виноградова — мати Борі
- Валентина Четверушкіна — епізод
- Володимир Козєлков — епізод
- Галина Мамонтова — епізод
- Микола Юдін — вболівальник
- Сергій Санніков — епізод
- Олександр Трунов — епізод

## Знімальна група
- Режисер — Яків Базелян
- Сценарист — Юрій Трифонов
- Оператор — Михайло Гойхберг
- Композитор — Рафаїл Хозак
- Художник — Людмила Безсмертнова